# Eleocharis glauca
Eleocharis glauca är en halvgräsart som beskrevs av Johann Otto Boeckeler. Eleocharis glauca ingår i släktet småsäv, och familjen halvgräs. Inga underarter finns listade i Catalogue of Life.